# Lisa Carruthers
Pour les articles homonymes, voir Carruthers et Powell.
Lisa Josephine Carruthers, née Powell le 8 juillet 1970 à Sydney, est une joueuse australienne de hockey sur gazon.

## Biographie
Lisa Powell participe à ses premiers Jeux olympiques à Barcelone en 1992 ; les Australiennes terminent cinquièmes du tournoi. Elle remporte aux Jeux olympiques d'été de 1996 à Atlanta la médaille d'or avec l'équipe nationale. En 2000, c'est sous le nom de Lisa Carruthers, du nom de son mari Stuart Carruthers, qu'elle remporte la médaille d'or aux Jeux olympiques de Sydney.
Sa sœur Katrina Powell est elle aussi double championne olympique de hockey sur gazon.